# ポケモンえほん
ポケモンえほんは、小学館から発行された、ポケットモンスターを題材とした絵本シリーズ。
メディアファクトリーから発売された「ポケモンだいすきえほん」シリーズについても本項で述べる。

## 概要
クリーチャーズに所属するクリエイターや、テレビアニメ『ポケットモンスター』に関わった人物など様々な分野の人間が執筆し、絵も毎回違ったイラストレーターが描いている為、非常にバラエティーに富んだシリーズとなっている。
1997年から発行が始まり、無印シリーズは全48巻（映画公開記念のとくべつポケモンえほんを入れると全50巻）、ポケモン金銀えほんシリーズは全9巻が発売された。無印シリーズはエンボス加工されたカバーつきの絵本だったが、金銀シリーズはカバーなしの厚紙絵本でサイズが一回り小さくなった。そのほか、正方形サイズでより幼児向けとなったポケモンわくわくえほんシリーズがある。2005年からは、ポケモンだいすきえほんシリーズがインターネットで公開されるようになった。

## シリーズ

### 無印
1. おばけをみちゃったヒトカゲくん （文：戸田昭吾、絵：姫野かげまる）1997年 ISBN 978-4097287018
2. でておいでよゼニガメくん （文：今国智章、絵：木村直代）
3. フシギダネこまったね （文：戸田昭吾、絵：伊藤紅丸）
4. ピカチュウげんきでちゅう （文・絵：青木俊直） 1997年 ISBN 4097287044
5. ヤドンのおおあくび （文：戸田昭吾、絵：田中未樹）
6. イワークのトンネルめぐり （文：戸田昭吾、絵：伊藤紅丸）
7. そんなふうなラッキー （文・絵：床屋かなぶん）
8. へんしんメタモン （文・絵：木月すみよし）
9. ラプラスくんよかったね （文：川村久仁美、絵：青木俊直）
10. カモネギくんそのネギかして （文：和田淳子、絵：馬場由起子）
11. ナッシーくんのくちぐせなあに? （文：松村江里子、絵：大山功一）
12. サイホーンとちきゅうのへそ （著：山本和之、絵：有田満弘）
13. ディグダのおたんじょうかい （著：和田淳子、絵：荒井靖斗）
14. ビードルのパパはどこ? （著：戸田昭吾、絵：杉浦明美）
15. ピッピのくるくるおんぷ （文：川村久仁美、絵：姫野かげまる）
16. ドードーよーいどん! （文・絵：こみやトモカズ）
17. はらぺこカビゴン （文・絵：木月すみよし）
18. きたのしまのパウワウ （文：山本和之、絵：木村直代）
19. まんまるマルマイン （文：石原恒和、絵：青木俊直）
20. まだまだキャタピー （文：戸田昭吾、絵：姫野かげまる）
21. タッツーはうみがすき （文：和田淳子、ねんど：森井ユカ）
22. またあそぼうねポリゴン （文：タカシトシコ、絵：木月すみよし）
23. どわすれピジョン （文：吉川兆二、絵：青木俊直）
24. イーブイのてんきよほう （文：わだじゅんこ、絵：山下雅子）
25. スターミーのクリスマスレース （文：山本和之、絵：姫野かげまる）
26. ニョロゾがいっぱい! （文：ゆめはじめ、絵：岩佐カオル）
27. ケンタロスのまもりがみのなみだ （文：戸田昭吾、絵：馬場由起子）
28. なんでもなめちゃうベロリンガ （文：五十嵐順子、絵：木村直代）
29. ナゾノクサのかくれんぼ （文：湯山邦彦、切り絵：こみやトモカズ）
30. プリンちゃんのすてきなゆめ （文：林原めぐみ、絵：姫野かげまる）1998年 ISBN 978-4-09-728730-8
31. おいらカラカラ （文・絵：木月すみよし）
32. ぼくカメックスになりたいんだ （文：和田淳子、絵：青木俊直）
33. ちいさなゴースト （文・絵：楠部文）
34. コイルのだいぼうけん （文・絵：杵淵敬二、文：沼崎八千代）
35. とべとべバタフリー （文：タカシトシコ、絵：木村直代）
36. ピザをつくろう! ワンリキー （文：柳沢桂子、ねんど：森井ユカ）
37. コダックのはやくちことば （文：ゆめはじめ、絵：姫野かげまる）
38. ロコンとおんなのこ （文：戸田昭吾、絵：田中未樹）
39. どきどきサンド （文・絵：こみやトモカズ）
40. カイリューのメリー・しーっ （文：和田淳子、絵：木村直代）
41. トランセルってなあに? （文・オブジェ：木月すみよし）
42. めだちたがりやのミュウ （文：戸田昭吾、絵：姫野かげまる）
43. ニャースとつきみそば （文：犬山イヌコ、絵：ケラリーノ・サンドロヴィッチ）1999年 ISBN 9784097287438
44. サワムラーののびるあし （文：坂田元玄、絵：吉田振一）
45. きみのうしろのゲンガー （文・絵：楠部文）
46. リザードンわらっちゃだめ! （文：戸田昭吾、絵：木村直代）
47. トゲピーなみだのだいぼうけん （文：ゆめはじめ、絵：姫野かげまる）
48. ミュウツーがみている! （文：戸田昭吾、絵：楠部文）2000年 ISBN 978-4097287483

### とくべつポケモンえほん
- 映画公開記念'98 ピカチュウじゃないってば! （1998年、文：和田淳子、絵：青木俊直 ISBN 4097286919）
  - 『ミュウツーの逆襲』をモチーフにした作品。
- 映画公開記念'99 ピカチュウとたんけんちゅう （1999年、文：和田淳子、絵：青木俊直 ISBN 4097286927）
  - 『ピカチュウたんけんたい』をモチーフにした作品。

### ポケモン金銀えほん
1. チコリータはめいたんてい? （2001年、文：戸田昭吾、絵：木月すみよし ISBN 4097287516）
2. ヒノアラシとふしぎなあな （2001年、文：戸田昭吾、絵：青木俊直 ISBN 4097287524）
3. ワニノコがぶりんちょ! （2001年、文：戸田昭吾、絵：伊藤紅丸 ISBN 4097287532）
4. どろんこピチュー （2002年、文：戸田昭吾、絵：木村直代 ISBN 4097287540）
5. ながれるくもとソーナンス （2002年、文：戸田昭吾、絵：荒井靖斗 ISBN 4097287559）
6. ウリムーくん くんくんくん （2002年、文：戸田昭吾、絵：姫野かげまる ISBN 4097287567）
7. ルギアよめざめなさい （2002年、文：戸田昭吾、絵：青木俊直 ISBN 4097287575）
8. デルビルをとめろ （2002年、文：戸田昭吾、絵：原田みどり ISBN 4097287583）
9. サニーゴくうきのせかいへ! （2002年、文：戸田昭吾、絵：こみやトモカズ ISBN 4097287591）

### ポケモンわくわくえほん
- ピチュピチュにらめっこ! （2003年、文：戸田昭吾、絵：斉藤コーキ ISBN 4091148778）
- ポケポケおえかき! （2003年、文：戸田昭吾、絵：木村直代 ISBN 4-09-114878-6）

## ポケモンだいすきえほん
2005年から新たに始まったシリーズ。もともとはインターネット上の「ポケモンだいすきクラブ」という公式ファンクラブに入会した会員が、パソコンで読むことができるものだったが、現在は会員登録なしで誰でも読めるようになった。音や動きがあるなど、ネット絵本ならではのインタラクティブな仕掛けも備えられている。2007年9月4日に「ふしぎなヨット」「ふしぎなクレヨン」「ふしぎなおおどけい」「ふしぎなめいろ」の4作品がメディアファクトリーから紙のミニ絵本として発売された（ISBNコードがついていないので、書籍流通ではなく玩具扱い）。また、「ふしぎなくつした」と「ふしぎなたいこ」はポケモンだいすきクラブの景品として書籍化された（ISBNコードはついていない）。
- ふしぎなぎょうれつ（文：戸田昭吾、絵：木月すみよし、朗読：山下千景、大久保洋太郎、2005年9月1日）
- ふしぎなにじいろ（文：戸田昭吾、絵：楠部文、朗読：山下千景、大久保洋太郎、2005年9月16日）
- ふしぎなヨット（文：戸田昭吾、絵：姫野かげまる、朗読：山下千景、大久保洋太郎、2005年9月30日）
- ふしぎなクレヨン（文：戸田昭吾、絵：原田みどり、朗読：南奈央、2006年5月12日）
- ふしぎなせいざ（文：戸田昭吾、絵：有田満弘、朗読：大橋ひろこ、2006年8月4日）
- ふしぎなおおどけい（文：戸田昭吾、絵：にしだあつこ、朗読：田邉花緒里、2006年11月24日）
- ふしぎなめいろ（文：戸田昭吾、絵：福田正和、朗読：林マヤ、2007年3月9日）
- ふしぎなたいこ（文：戸田昭吾、絵：こみやトモカズ、朗読：かれん、2007年7月2日）
- ふしぎなかくれんぼ（文：戸田昭吾、絵：斉藤コーキ、朗読：こいけあい、2007年9月7日）
- ふしぎなくつした（文：戸田昭吾、絵：田中未樹、朗読：aki、2007年11月26日）
- ふしぎなかいぞくせん（文：戸田昭吾、絵：えおかなこ（ゲームフリーク）、朗読：やなせなおこ（ゲームフリーク）、2008年2月25日）
- さかさまのもり（文：クリーチャーズ、絵：木月すみよし、朗読：須藤まゆみ、2008年10月30日）
- ながれぼしのよる（文：クリーチャーズ、絵：原田みどり、朗読：須藤まゆみ、江崎浩司、2009年4月10日）
- ノコッチのおにごっこ（文：クリーチャーズ、絵：くろやなぎみずえ、朗読：須藤まゆみ、江崎浩司、2010年2月19日）
- ケーキだいさくせん（文：クリーチャーズ、絵：木月すみよし、朗読：須藤まゆみ、つちもちとものり、2012年3月28日）
- イワパレスのおひっこし（文：クリーチャーズ、絵：齋藤直葵、朗読：須藤まゆみ、つちもちとものり、2012年3月28日）